# George McCrae (Politiker)
Sir George McCrae DSO JP (* 1860 in Aberdeen; † 27. Dezember 1928 in Gallapoli) war ein britischer Politiker und Soldat.

## Leben
McCrae wurde 1860 in Aberdeen geboren. Seine Kindheit war von den bescheidenen Verhältnissen bei seinem Onkel geprägt, ein Steinmetz, der in einem Armenviertel am Südrand der Edinburgher Altstadt lebte. Im Alter von neun Jahren verließ McCrae die Schule und nahm eine Stellung als Laufbursche eines Schuhmachers an, bevor er eine Lehre bei einem Hutmacher begann. Nachdem er im Alter von 16 Jahren dessen Niederlassung in Dunfermline leitete, eröffnete McCrae fünf Jahre später ein eigenes Geschäft in Edinburgh.

## Politischer Werdegang
1889 wurde McCrae in den Stadtrat von Edinburgh gewählt. Dort saß er zwischen 1891 und 1899 dem Finanzausschuss vor und fungierte auch als Justice of the Peace. Der Liberale Robert Wallace hielt seit 1886 das Unterhausmandat des Wahlkreises Edinburgh East. Als er 1899 verstarb, waren in dem Wahlkreis Nachwahlen vonnöten, zu welchen McCrae als Nachfolger Wallace’ für die Liberal Party kandidierte. Er setzte sich deutlich gegen seinen einzigen Kontrahenten, den Liberalen Unionisten Harry Younger, durch und zog infolge des Wahlergebnisses erstmals in das House of Commons ein.
Bei den folgenden Unterhauswahlen 1900 und 1906 hielt McCrae sein Mandat. Nachdem ihm 1909 eine Position in der schottischen Lokalregierung angeboten wurde, gab er sein Mandat zurück und schied aus dem Unterhaus aus. Die fälligen Nachwahlen entschied sein Parteikollege James Gibson für sich.
Ein weiteres Mal trat McCrae bei den Unterhauswahlen 1923 zu Wahlen auf nationaler Ebene an. Er bewarb sich diesmal um das Mandat des Wahlkreises Stirling and Falkirk Burghs. Dabei trat er gegen den Labour-Politiker Hugh Murnin an, welcher das Mandat seit 1922 hielt. McCrae setzte sich mit einer Mehrheit von nur 156 Stimmen gegen Murnin durch. Nach Stimmverlusten bei den folgenden Wahlen 1924 unterlag McCrae Murnin und schied wieder aus dem Unterhaus aus.

## Militärischer Werdegang
McCrae hielt sich bereits früh eine militärische Karriere offen. Im Alter von 18 Jahren trat er den 3. Edinburgh Rifle Volunteers bei, aus denen schließlich das 6. Battalion der Royal Scots hervorging, in dem McCrae im Range eines Oberstleutnants diente. Für seine herausragende Rolle bei der Anwerbung Freiwilliger wurde McCrae 1908 zum Knight Bachelor geschlagen. Im Juni 1913 verließ er das Militär im Range eines Obersts, um seine an Krebs erkrankte Frau zu pflegen.
Mit Beginn des Ersten Weltkriegs wurde Herbert Kitchener als britischer Kriegsminister eingesetzt. Kitchener, selbst einst Mitglied und Ehrenkommandant des 6. Bataillons, begann die Erweiterung seiner Streitkräfte mit dem Ruf nach 100.000 Freiwilligen. McCrae schloss sich wieder dem Militär an und rekrutierte ein Battalion. Hierbei nahm er auch verschiedene professionelle Fußballspieler auf, denen zahlreiche Anhänger der Vereine folgten. Er führte das neugeschaffene 16. Battalion an, das auch als „McCraes Battalion“ bekannt wurde. Dieses zeichnete sich bei verschiedenen Schlachten in Nordfrankreich und Belgien aus, insbesondere in der Somme-Schlacht. In der Ortschaft Contalmaison wurde 2004 das als Cairn gestaltete McCrae’s Battalion Great War Memorial errichtet. McCrae wurde nach Kriegsende mit dem Distinguished Service Order ausgezeichnet.